# دودانگه، شرور
دودنگه (به ترکی آذربایجانی: Düdəngə) یک شهر در جمهوری آذربایجان است که در شهرستان شرور واقع شده‌است. دودنگه ۴٬۰۱۲ نفر جمعیت دارد.